# فرودگاه صحرایی کانچراپارا
فرودگاه صحرایی کانچراپارا (به انگلیسی: Kanchrapara Airfield) (به زبان بومی: Kanchrapara Airstrip) یک فرودگاه است که یک باند فرود بتن دارد و طول باند آن ۱۵۰۰ متر است. این فرودگاه در کشور هند قرار دارد و در ارتفاع ۱۰ متری از سطح دریا واقع شده است.